# Gmina Saarde
Gmina Saarde (est. Saarde vald) – gmina wiejska w Estonii, w prowincji Parnawa.
W skład gminy wchodzą:
- Miasto: Kilingi-Nõmme
- Alevik: Tihemetsa
- 23 wsie: Jäärja, Kalita, Kamali, Kanaküla, Kärsu, Laiksaare, Lanksaare, Leipste, Lodja, Marana, Marina, Mustla, Oissaare, Pihke, Reinu, Saarde, Sigaste, Tali, Tuuliku, Tõlla, Veelikse, Viisireiu, Väljaküla